# A966 road
Die A966 road ist eine A-Straße auf der schottischen Orkneyinsel Mainland.

## Verlauf
Die Straße zweigt im Zentrum von Finstown von der A965 ab. Sie verläuft zunächst in nordöstlicher Richtung entlang der Küstenlinie der Bay of Firth. Rund sieben Kilometer jenseits von Norseman dreht der Straßenverlauf sukzessive nach Nordwesten ab und folgt der Küste des Eynhallow-Sunds. Die Weiler Woodwick, Redland und Evie durchquerend und den Broch von Burgar passierend, erreicht die A966 ihren nördlichsten Punkt in Höhe des Loch of Swannay. Fortan in südwestlicher Richtung verlaufend, erreicht die A966 sechs Kilometer weiter die Ortschaft Birsay im Nordwesten der Insel, wo sie unweit der Burgruine Earl’s Palace am Endpunkt der A967 endet. Sie besitzt eine Gesamtlänge von 27,5 km.